# Vincenzo Seratrice
Vincenzo Seratrice (Sulmona, 20 dicembre 1913 – ...) è stato un direttore della fotografia italiano.

## Biografia
Al cinema fa il suo esordio a 26 anni, nel 1939 con Giorgio Ferroni, e fino al 1962 è direttore della fotografia e talvolta operatore di ripresa di una cinquantina di pellicole di vario genere. Dal 1964 lavora per la televisione, collaborando soprattutto con Anton Giulio Majano. Il suo ultimo lavoro è del 1972, l'originale Il numero 10 diretto da Silvio Maestranzi.

## Filmografia

### Cinema
- Espana, una, grande, libre, regia di Giorgio Ferroni (1939)
- Piccolo re, regia di Redo Romagnoli (1939)
- L'ebbrezza del cielo, regia di Giorgio Ferroni (1940)
- L'assedio dell'Alcazar, regia di Augusto Genina (1940)
- Leggenda azzurra, regia di Giuseppe Guarino (1940)
- L'allegro fantasma, regia di Amleto Palermi (1941)
- L'elisir d'amore, regia di Amleto Palermi (1941)
- Turbine, regia di Camillo Mastrocinque (1941)
- Teresa Venerdì, regia di Vittorio De Sica (1941)
- La scuola dei timidi, regia di Carlo Ludovico Bragaglia (1941)
- La maschera di Cesare Borgia, regia di Duilio Coletti (1941) operatore di ripresa
- Un pilota ritorna, regia di Roberto Rossellini (1941)
- Avanti c'è posto..., regia di Mario Bonnard (1942)
- Acque di primavera, regia di Nunzio Malasomma (1942)
- Il nemico, regia di Guglielmo Giannini (1943)
- Grattacieli, regia di Guglielmo Giannini (1943)
- 4 ragazze sognano, regia di Guglielmo Giannini (1943)
- Non mi muovo, regia di Giorgio Simonelli (1943)
- Ti conosco, mascherina!, regia di Eduardo De Filippo (1943)
- Fuga a due voci, regia di Carlo Ludovico Bragaglia (1943) operatore di ripresa
- Gli assi della risata, epis. Non chiamarmi Dodò!, regia di Roberto Bianchi (1943)
- Roma città aperta, regia di Roberto Rossellini (1945) operatore di ripresa
- L'angelo e il diavolo, regia di Mario Camerini (1946)
- Il corriere di ferro, regia di Francesco Zavatta (1947)
- La voce di Paganini, regia di Francesco De Robertis (1947) cortometraggio
- Sono io l'assassino, regia di Roberto Bianchi Montero (1948)
- I contrabbandieri del mare, regia di Roberto Bianchi Montero (1948)
- Fifa e arena, regia di Mario Mattoli (1948)
- La figlia del peccato, regia di Armando Grottini (1949)
- Vogliamoci bene!, regia di Paolo William Tamburella (1950)
- Sambo, regia di Paolo William Tamburella (1950)
- Clandestino a Trieste, regia di Guido Salvini (1951)
- Era lui, si, si!, regia di Vittorio Metz e Marcello Marchesi (1951)
- Santa Lucia luntana..., regia di Aldo Vergano (1951)
- Abracadabra, regia di Max Neufeld (1952)
- Gli angeli del quartiere, regia di Carlo Borghesio (1952)
- Il boia di Lilla, regia di Vittorio Cottafavi (1952)
- Eran trecento... (La spigolatrice di Sapri), regia di Gian Paolo Callegari (1952)
- Non è vero... ma ci credo, regia di Sergio Grieco (1952)
- Lulù, regia di Fernando Cerchio (1953)
- La corda d'acciaio, regia di Carlo Borghesio (1954)
- Addio mia bella signora, regia di Fernando Cerchio (1954)
- Tua per la vita, regia di Sergio Grieco (1955)
- Carovana di canzoni, regia di Sergio Corbucci (1955)
- Il principe dalla maschera rossa, regia di Leopoldo Savona (1955)
- Lacrime di sposa, regia di Sante Chimirri (1955)
- Il tiranno del Garda, regia di Ignazio Ferronetti (1957)
- Il pirata dello sparviero nero, regia di Sergio Grieco (1958)
- Good bye Firenze (Arrivederci Firenze), regia di Rate Furlan (1958)
- Il conquistatore d'Oriente, regia di Tanio Boccia (1960)
- La furia dei barbari, regia di Guido Malatesta (1960)
- Gli amori di Ercole, regia di Carlo Ludovico Bragaglia (1960) operatore di ripresa
- La schiava di Roma, regia di Sergio Grieco (1961)
- Giulio Cesare contro i pirati, regia di Sergio Grieco (1962)

### Televisione
- La cittadella, regia di Anton Giulio Majano (1964)
- La donna di fiori, regia di Anton Giulio Majano (1965)
- David Copperfield, regia di Anton Giulio Majano (1965)
- La signora delle camelie, regia di Vittorio Cottafavi (1971)
- E le stelle stanno a guardare, regia di Anton Giulio Majano (1971)
- Il numero 10, regia di Silvio Maestranzi (1972)
- Don Giovanni in Sicilia, regia di Guglielmo Morandi – miniserie TV (1977)